# Крипер (Minecraft)
Кри́пер (англ. Creeper) — зелёное четырёхногое существо, один из враждебных мобов в компьютерной игре Minecraft. В игре крипер практически бесшумно приближается к игровому персонажу и взрывается; такой взрыв разрушает окружающие блоки. Впервые крипер был добавлен в одно из альфа-обновлений игры 1 сентября 2009 года. Является одним из официальных символов Minecraft и широко используется в рекламно-сувенирной продукции.

## Характеристики
В Minecraft игровой персонаж оказывается в большом мире, составленном из кубов. Каждая область мира содержит большое количество врагов. Криперы — один из наиболее часто встречающихся видов противников. Данные мобы практически бесшумны, пока не окажутся рядом с игровым персонажем; вблизи цели крипер взрывается — такой взрыв убивает самого крипера, разрушает окружающие блоки и наносит урон здоровью игрового персонажа. Перед тем, как подорвать себя и игрового персонажа, моб издаёт тихое шипение. На более высоких уровнях сложности игры они могут убить игрового персонажа в железной броне одним взрывом или оставить ему два сердца, если он в алмазной; щит может поглотить урон от взрыва. Четырёхногое существо также бывает и полезно для игрока: оно является одним из двух способов получить музыкальные пластинки в Minecraft. Крипера должен застрелить скелет или его подвиды, чтобы выпала музыкальная пластинка. Самые частые пластинки, которые выпадают из моба — «Cat» и «13». Также из моба может выпасть порох.

### Заряженный крипер
Заряженный крипер — подвид обычных криперов. Со временем разработчики решили, что криперы недостаточно непредсказуемы, и добавили способ сделать их ещё более разрушительными: при ударе молнии криперы заряжаются и взрываются с удвоенной силой. С мобов, убитых этим видом, падают головы, которые можно носить как маскировку.

## История
Как позднее признавался разработчик Minecraft Маркус «Нотч» Перссон, моб был создан случайно при моделировании свиньи. Маркус перепутал длину и высоту свиньи, вследствие чего получил крипера. Нотч добавил мобу зелёные текстуры и агрессивное поведение.

В тот момент Нотч подумал, что это очень жутко, когда странная штука ходит вокруг и смотрит на тебя. Поэтому он решил оставить Крипера как монстра. Его друг сказал, что было бы круто, если бы он взрывался.— Йенс Бергенстен, бывший главный креативный директор компании-разработчика Mojang Studios
1 сентября 2009 года монстр получил имя «Крипер» и был добавлен в одну из альфа-версий игры — 0.24_SURVIVAL_TEST_03. Ещё в альфа-версиях Minecraft взрывная сила криперов была реальной угрозой и они не переставали быть опасными. Изначально цвет крипера был тёмно-зелёный. Однако в 2021 году в ходе расследования выяснилось, что Перссон просто взял текстуру листвы, одного из стандартных блоков Minecraft, и дорисовал на ней характерное лицо. С выходом новых обновлений враждебный моб получил новую текстуру, звук и уникальное поведение. Вначале криперы просто атаковали игровых персонажей, подобно другим мобам, и взрывались только тогда, когда игрок их убивал, но Нотч решил, что этого недостаточно, и сделал взрыв базовой атакой моба.

## Влияние

### Популярность и признание
Сразу после своего первого появления крипер стал объектом многих интернет-мемов, фан-артов и продуктов по видеоигре. Моб стал официальным символом Minecraft после того, как на букву A в логотипе добавили его лицо, и с тех пор эмблема Minecraft остаётся именно такой. Одними из самых ранних товаров марки Minecraft, в том числе и с крипером, были плюшевые игрушки. Через несколько лет появились футболки, игрушки, толстовки, лампы и даже обложки Библии с изображением моба.
Сайтом Sportskeeda шипение крипера было названо самым страшным звуком в Minecraft. Игроки признали крипера самым раздражающим и опасным мобом.

### «Revenge»
В 2011 году американский видеоблогер CaptainSparklez (Джордан Марон) и TryHardNinja написали песню «Revenge», состоящую из вокала, наложенного на песню «DJ Got Us Fallin' in Love» певца Ашера. В песне рассказывается про героя, который добывал ресурсы в шахте и испугался крипера. В июле 2019 года, через 8 лет после выхода песни, про песню вспомнили в игровом мессенджере Discord. Потом видеоблогер PewDiePie, который последние три недели выкладывал только видео про Minecraft, заметил новый мем и внёс его в очередной выпуск рубрики Meme Review. Суть в том, что текст «Revenge» стал поводом для игры, которую часто устраивают в комментариях и общих чатах. Нескольким пользователям нужно набрать текст песни строчка за строчкой. Первым сообщением должно быть «Creeper», вторым — «Aw, man». Если во время написания текста один из пользователей ошибся или написал не по теме, все начинают сначала. На YouTube стали выкладывать нарезки из чатов, в которых люди пытаются выполнить задание, но у них ничего не выходит. Челлендж стал известен под названиями «Creeper Challenge» и «Creeper, Aww Man». На сайте Genius песня получила первое место в месячных чартах за июль и август 2019 года.

### Хлопья
В июле 2020 года совместное партнёрство между Mojang Studios и Kellogg’s привело к анонсу Minecraft Creeper Crunch, официальных хлопьев под брендом Minecraft, на упаковке которого заметно изображён крипер. В состав хлопьев входят зелёные кубики зефира со вкусом корицы. В каждой коробке Minecraft Creeper Crunch присутствует код для разблокировки одного из 10 предметов одежды, таких как куртки и плащи. Хлопья появились в магазинах США в конце августа 2020 года.